# Port lotniczy Nusatupe
Port Lotniczy Nusatupe (ang. Nusatupe Airport) – port lotniczy zlokalizowany w mieście Gizo, na Wyspach Salomona.

## Linie lotnicze i połączenia
- Solomon Airlines (Balalae, Choiseul Bay, Honiara, Munda)